# Klenak (Czarnogóra)
Klenak (cyr. Кленак) – wieś w Czarnogórze, w gminie Nikšić. W 2011 roku liczyła 128 mieszkańców.